# Christian Krafft

Christian Krafft (zeitgenössischer Scherenschnitt)

Johann Christian Gottlob Ludwig Krafft (* 12. Dezember 1784 in Duisburg; † 15. Mai 1845 in Erlangen) war ein deutscher Theologe, Vertreter der Föderaltheologie, Vorläufer der Erlanger Schule.

## Herkunft
Johann Christian Gottlob Ludwig Krafft entstammte theologisch der niederrheinischen Erweckungsbewegung. Sein Elternhaus war durch Gerhard Tersteegens Frömmigkeit geprägt. Der Vater Elias Christoph Krafft (1749–1798) war als Prediger in Duisburg tätig. Der Großvater Johann Wilhelm Krafft war Theologie-Professor in Marburg. Die Mutter Johanna Ulricke Krafft (1752–1819) war eine Tochter des Johann Gottlob Leidenfrost, der in Gießen, Leipzig und Halle Theologie, hiernach aber Medizin studiert hatte und schließlich als Medizin-Professor und Arzt in Duisburg tätig wurde.

## Leben
Ab 1793 besuchte Christian Krafft das akademische Gymnasium in Duisburg (heute Landfermann-Gymnasium), dessen Rektor zunächst Friedrich Arnold Hasenkamp war, der Stiefbruder Johann Gerhard Hasenkamps und Johann Heinrich Hasenkamps, später dann der rationalistisch geprägte Johann Gottfried Christian Nonne (1749–1821).
Ab 1803 studierte Krafft Theologie an der reformierten Fakultät der Universität Duisburg. Hier lehrten u. a. Anton Wilhelm Möller (1762–1846), der geistig Herder nahestehende (aber bibeltreue) Friedrich Adolf Krummacher und der rationalistische Heinrich Adolph Grimm. Der Studienbeginn Kraffts fiel genau in die Zeit der aufkommenden Gerüchte über die Schließung der Universität, deren Studentenzahl sich von (maximal) 142 im Jahre 1792 auf acht im Jahre 1805 reduziert hatte.
Theologisch stand Krafft unter dem Einfluss von Samuel Collenbusch und Johann Gerhard Hasenkamp mit deren Affinitäten zum Rationalismus. Die Duisburger Gemeinde selbst wurde stark von Friedrich Adolf Lampe, einem Coccejus-Schüler, der hier 1706 bis 1709 wirkte, in die reformierte Richtung geprägt, dann von dem Studenten Jakob Chevalier und vor allem von Gerhard Tersteegen ab 1750 erwecklich beeinflusst.
1806 legte Krafft dann in Duisburg sein Erstes Theologisches Examen ab und begann als Hauslehrer in Frankfurt am Main, wo Kraffts Onkel Justus Christoph Krafft († 1798) noch in lebendiger Erinnerung war, zu arbeiten. 1808 bis 1817 fand sich Krafft als Pfarrer in einer kleinen (etwa 25 bis 30 Familien zählenden) reformierten Gemeinde in Weeze bei Kleve. Einen Tag nach der Prüfung zum Zweiten Examen erfolgte am 26. Oktober Kraffts Ordination. Nach Außen entfaltete Krafft in dieser Zeit eine breite seelsorgerische Tätigkeit. Auch datierte hier der Beginn der Freundschaft mit David Spleiss.
1817 wechselte Krafft dann als Prediger in die deutsch-reformierte Gemeinde in Erlangen. Ab 1818 war er an der dortigen Universität außerordentlicher Professor. Hier nun vollzog sich unter dem Einfluss des Johann Arnold Kanne und des (der Allgäuer Erweckung verbundenen) Gerichtsrates M. Ried. Kraffts theologische Wende zum  Supranaturalismus. 1819 wurde er zum Gründer des Bibelverein für Studenten und Professoren aller Fakultäten. Krafft selbst datierte seine (wahrscheinlich durch einen erweckten Katholiken beeinflusste) Bekehrung auf das Jahr 1821. Ab 1823 fand der Prediger nun steigenden Zulauf. Zusammen mit Karl Georg von Raumer wurde Krafft so zum Vorläufer bzw. Begründer der sogenannten Erlanger Schule. Er beeinflusste auf diesem Weg (mehr oder minder) die Theologen Adolf von Harless, Wilhelm Löhe, Johann Christian Konrad von Hofmann und dessen späteren Schwiegersohn Karl von Burger u. a., aber auch Nicht-Theologen wie Georg Friedrich Puchta, Friedrich Julius Stahl u. a .m., geriet aber auch zunehmend in den Widerspruch zu den Rationalisten, wie dem Dekan seiner Fakultät Wilhelm Friedrich Philipp von Ammon, Sohn des Christoph von Ammon.

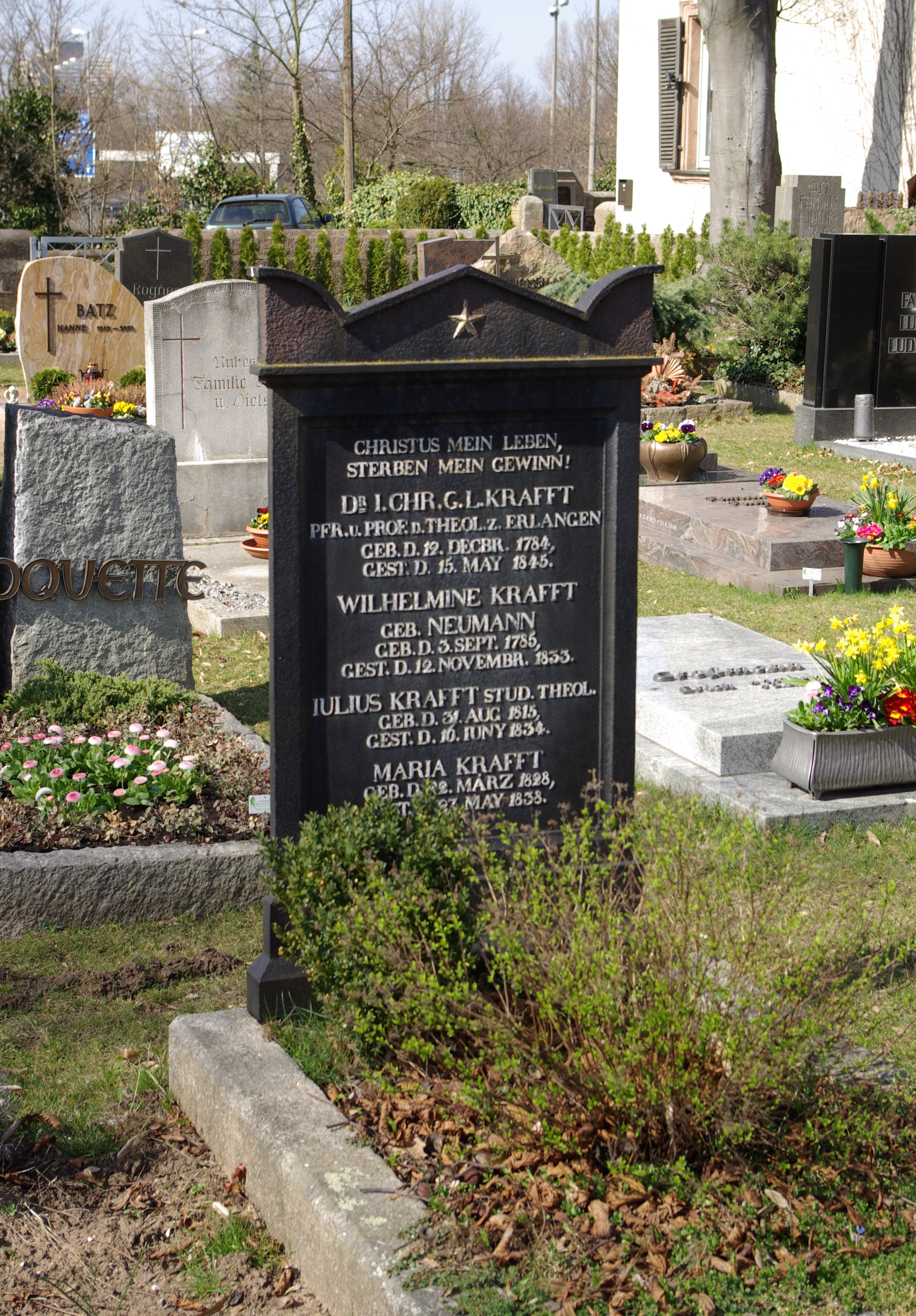
Grab von Christian Krafft auf dem Reformierten Friedhof in Erlangen

An der Universität behandelte Krafft die Felder Pastoraltheologie, Dogmatik und Neutestamentliche Exegese, ab 1824 dann auch Missionsgeschichte. Im selben Jahr wurde ein Rettungshaus gestiftet. Von Zeitgenossen wurde Krafft als »eher trocken« in der Predigt (G. Pickel), aber als »wahrhaft apostolischer Charakter« in der Erscheinung (J. Stahl) beschrieben. Sein Verdienst besteht in der Verbindung von verschiedenen Traditionen (rheinische Erweckung, Allgäuer Erweckung, Pietismus, Föderaltheologie), wodurch der Weg zu einer stabilen protestantischen Landeskirche Bayerns freigemacht wurde.

## Familie
1811 ehelichte Krafft dann Katharina Wilhelmine Neumann (1785–1833), die Tochter des Konsistorialpräsidenten Peter Neumann. Der Ehe entstammen folgende Kinder: 
- Elisabeth (* 12. Januar 1812) ⚭ 1832 Karl Heinrich August Burger (1805–1884)
- Sophie Viktoria Maria (* 23. September 1813) ⚭ Pfarrer Karl Goebel (1808–1881)
- Johann Wilhelm Julius (* 31. August 1815)
- Karl Georg Krafft (1818–1898)